# Друг (фотоаппарат)
«Друг» («Зоркий-7») — малоформатный дальномерный фотоаппарат со сменными объективами. Выпускался Красногорским механическим заводом (КМЗ) в городе Красногорске Московской области в 1960—1962 годах. Всего выпущено 23 702 штук.

## История создания
К началу 1960-х годов «Зоркий-4» — старшая модель в линейке дальномерных камер КМЗ — уже считался устаревшим. На смену ему был подготовлен «Зоркий-7», сочетавший более современный дизайн с рядом технических усовершенствований. Новая камера имела рычажный привод взвода: рычаг выдвигался из нижней стенки камеры, нажимать на него можно было пальцами левой руки, не отрывая глаз от видоискателя. Механизм взвода позволял вести серийную съёмку со скоростью до 3 кадров в секунду, удерживая кнопку спуска и двигая рычаг. Чтобы уменьшить параллакс, видоискатель приблизили насколько возможно к объективу. В видоискателе были предусмотрены подсвеченные рамки для съёмки объективами с фокусным расстоянием 50 и 85 мм. Кнопку спуска разместили на передней панели камеры, что должно было снизить вероятность смаза при съёмке с рук. В отличие от прежних «Зорких», кассета с плёнкой располагалась справа (если смотреть со стороны окуляра), а приёмная катушка — слева. Шторный затвор принципиально не отличался от предшественника, и даже механизм выдержек остался таким же, как на «Зорком-4» — позволял устанавливать выдержку только при взведённом затворе. Сохранилась совместимость с объективами, предназначенными для «Зорких».
Следует отметить, что «Зоркий-7» не был полной или приближённой копией какого-либо зарубежного прототипа.
В продажу новая камера поступила под названием «Друг» в комплекте с объективом «Юпитер-8» 2/50 или «Юпитер-17» 2/50. Смена традиционного названия означала появление нового семейства. Следующая модель — «Друг-2» — имела встроенный несопряжённый экспонометр. Серийные камеры оказались недостаточно надёжными, нарекания вызывали прежде всего механизм взвода и дальномер. Эргономика «Друга» была довольно непривычной, а цена — относительно высокой. Примерно те же претензии были к конкуренту «Друга» — фотоаппарату «Ленинград» производства ЛОМО, но он имел более привычное управление. В результате производство «Друга» было свёрнуто через два года после начала, «Друг-2» серийно не выпускался вовсе, а «Зоркий-4» и «Зоркий-4К» продержались на конвейере ещё более 10 лет.

## Технические характеристики

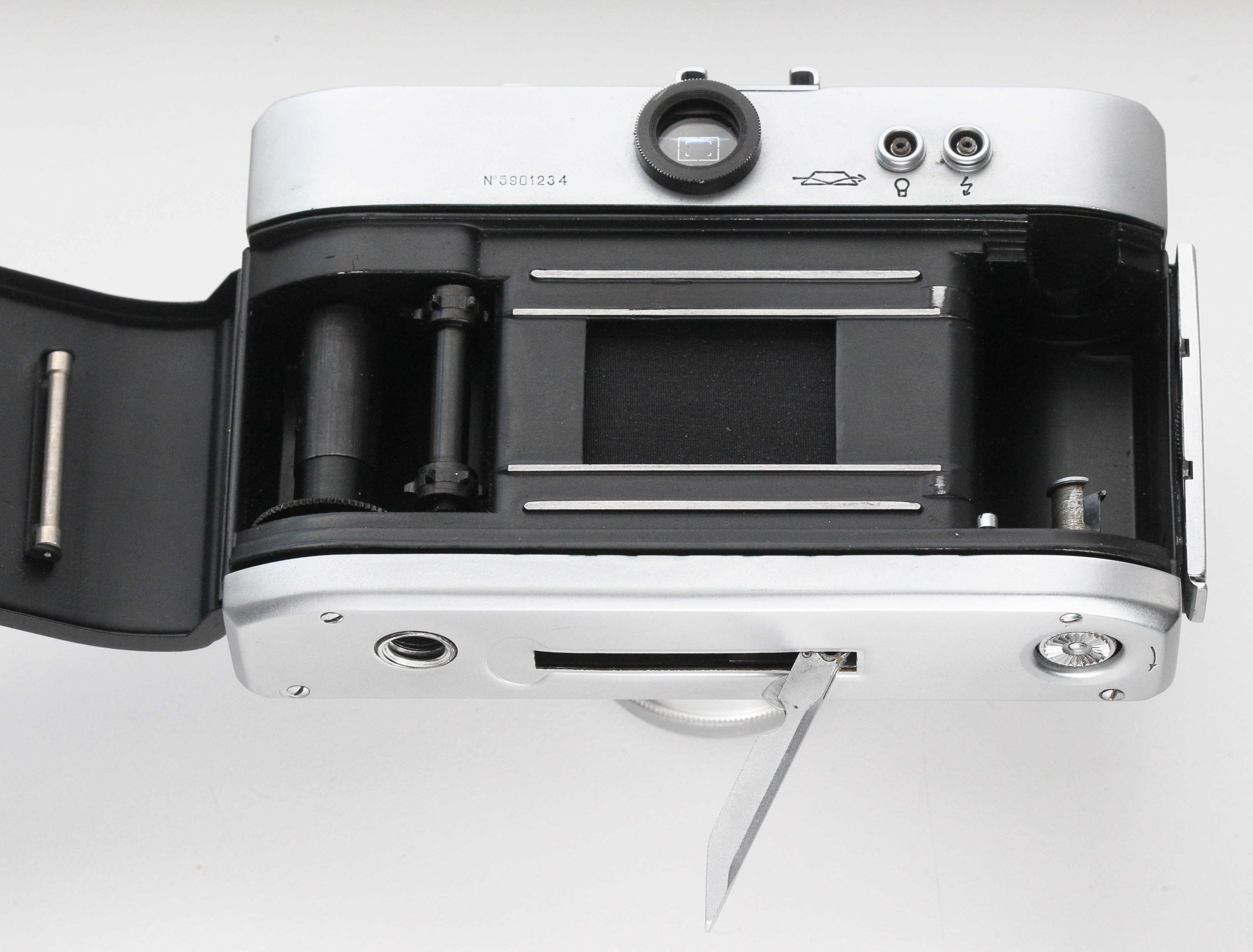
Вид сзади с открытой крышкой и рычагом взвода. В отличие от большинства малоформатный аппаратов, плёнка движется справа налево

- Применяемый фотоматериал — 35-мм перфорированная плёнка в стандартных кассетах (тип 135).
- Размер кадра: 24×36 мм.
- Крепление объективов резьбовое, М39×1, рабочий отрезок — 28,8 мм.
- Затвор шторный, с горизонтальным движением матерчатых шторок. Диапазон выдержек — от 1/2 до 1/1000 сек и «B».
- Совмещённый видоискатель-дальномер с рамками в поле зрения для объективов с фокусным расстоянием 50 и 85 мм.
- Синхронизация с импульсными вспышками на выдержке 1/60 с и длиннее. Синхроустройство имеет два гнезда — для электронных фотовспышек и для одноразовых (с упреждением).
- Взвод затвора и транспортировка плёнки — с помощью убирающегося рычага, расположенного на нижней стенке камеры и связанного с цепным приводом[* 4]
- Механический автоспуск (задержка 9—20 сек).
- Корпус металлический литой со откидной задней крышкой.
- Экспонометр с селеновым фотоэлементом — в модели «Друг-2» (серийно не выпускалась).

## Комментарии
1. ↑  На выдержках не длиннее 1/250 секунды
2. ↑  В некоторых источниках ошибочно говорится о наличии в камере пружинного мотора[3]
3. ↑  За рубежом «Друг» всё же относят к категории Leica copy — по сходству конструкции затвора[5]
4. ↑  Для фотоаппаратов семейства Leica M выпускалась приставка Leicavit — ручной привод перемотки с аналогичным принципом работы. (См. фотографию приставки Leicavit)